# N.C. Monberg
Niels Christensen Monberg (født 31. juli 1856 i Storvorde, Aalborg, død 23. september 1930 i København) var en dansk entreprenør, ingeniør, etatsråd og minister for offentlige arbejder.
Monberg var søn af murermester C.P. Monberg (død 1893) og hustru Margrethe, født Larsen (død 1903). Han blev uddannet som arkitekt på Kunstakademiets Arkitektskole 1874-80, fik også teknisk uddannelse og etablerede allerede 1881 selvstændig entreprenørvirksomhed.
Monberg fik til opgave at konstruere færgehavne i Oddesund og Rudkøbing, før han fik endnu større opgaver i København ved havnen, kloaktunneller under havnen, på Middelgrundsfortet, ved jernbaneanlæg etc. Firmaet udvidede snart sit virkefelt til udlandet med færgeanlæg i Warnemünde, Rostock, Marokko, Rusland og Island. Et særligt speciale var bygningen af tørdokke – som dem på Refshaleøen, i Københavns Sydhavn, Aalborg, Helsingør og Frederikshavn samt Landskrona med Skandinaviens største tørdok. Monberg indførte mange nye arbejdsmetoder og blev foregangsmand indenfor dansk ingeniørvirksomhed. I 1897 fik han guldmedalje på udstillingen i Stockholm. 1895 blev han Ridder af Dannebrog og 1920 Dannebrogsmand.
I en kortvarig periode marts-april 1920 var han trafikminister i regeringen Liebe.
Han var medlem af Dansk Ingeniørforenings bestyrelse 1902-11, af Industriforeningens repræsentantskab 1903, Danmarks Naturvidenskabelige Samfund 1917, dommer i Den permanente Voldgiftsret 1900-10, bestyrelsesformand for Det Danske Kulkompagni, medlem af bestyrelserne for A/S ATLAS, Cementfabriken Dania og Danske Lloyd og Kjøbenhavns Handelsbank.
Han lod slægtningene, arkitekterne P.C. og Emanuel Monberg bygge sig en villa i Kristianiagade 19 i København.
Han blev gift 3. juli 1883 med Anthonia, født Sølling (30. april 1862 i Lemvig – 8. april 1943), datter af distriktslæge G.E. Sølling (død 1865) og Henriette, født Plum (død 1901). Parret er begravet på Garnisons Kirkegård. Sønnen Axel Monberg grundlagde sammen med Ejnar Thorsen Monberg & Thorsen.
Han døde 1930 og er begravet på Garnisons Kirkegård.
Monberg er gengivet på P.S. Krøyers Industriens Mænd (1904). Der findes også gengivelser på et maleri af N.V. Dorph 1926 (Frederiksborgmuseet), skænket af en kreds af ingeniører, og af Knud Larsen ca. 1916 (Familieeje). Statuette af Anders Bundgaard 1912.